# Chagang-do
Chagang-do (Koreaans: 자강도) is een provincie in Noord-Korea.
Chagang-do telt 1.147.946 inwoners. De oppervlakte bedraagt 16.613 km², de bevolkingsdichtheid is 69,1 inwoners per km².

## Bestuurlijke indeling
De provincie Chagang-do bestaat uit 3 steden en 15 districten.

### Steden
- Hŭich'ŏn-si (희천시; 熙川市)
- Kanggye-si (강계시; 江界市)
- Manp'o-si (만포시; 滿浦市)

### Districten
- Changgang-gun (장강군; 長江郡)
- Chasŏng-gun (자성군; 慈城郡)
- Chŏnch'ŏn-gun (전천군; 前川郡)
- Ch'osan-gun (초산군; 楚山郡)
- Chunggang-gun (중강군; 中江郡)
- Hwap'yŏng-gun (화평군; 和坪郡)
- Kop'ung-gun (고풍군; 古豐郡)
- Rangrim-gun (랑림군; 狼林郡)
- Ryongrim-gun (룡림군; 龍林郡)
- Shijung-gun (시중군; 時中郡)
- Sŏnggan-gun (성간군; 城干郡)
- Songwŏn-gun (송원군; 松原郡)
- Ushi-gun (우시군; 雩時郡)
- Wiwŏn-gun (위원군; 渭原郡)
- Tongsan-gun (동신군; 東新郡)